# Kyrios (Bible)
Pour les articles homonymes, voir Kyrios.
 (avril 2022).
La mise en forme du texte ne suit pas les recommandations de Wikipédia : il faut le « wikifier ».
Les points d'amélioration suivants sont les cas les plus fréquents. Le détail des points à revoir est peut-être précisé sur la page de discussion.
- Les titres sont pré-formatés par le logiciel. Ils ne sont ni en capitales, ni en gras.
- Le texte ne doit pas être écrit en capitales (les noms de famille non plus), ni en gras, ni en italique, ni en « petit »…
- Le gras n'est utilisé que pour surligner le titre de l'article dans l'introduction, une seule fois.
- L'italique est rarement utilisé : mots en langue étrangère, titres d'œuvres, noms de bateaux, etc.
- Les citations ne sont pas en italique mais en corps de texte normal. Elles sont entourées par des guillemets français : « et ».
- Les listes à puces sont à éviter, des paragraphes rédigés étant largement préférés. Les tableaux sont à réserver à la présentation de données structurées (résultats, etc.).
- Les appels de note de bas de page (petits chiffres en exposant, introduits par l'outil «  Source ») sont à placer entre la fin de phrase et le point final[comme ça].
- Les liens internes (vers d'autres articles de Wikipédia) sont à choisir avec parcimonie. Créez des liens vers des articles approfondissant le sujet. Les termes génériques sans rapport avec le sujet sont à éviter, ainsi que les répétitions de liens vers un même terme.
- Les liens externes sont à placer uniquement dans une section « Liens externes », à la fin de l'article. Ces liens sont à choisir avec parcimonie suivant les règles définies. Si un lien sert de source à l'article, son insertion dans le texte est à faire par les notes de bas de page.
- La présentation des références doit suivre les conventions bibliographiques. Il est recommandé d'utiliser les modèles {{Ouvrage}}, {{Chapitre}}, {{Article}}, {{Lien web}} et/ou {{Bibliographie}}. Le mode d'édition visuel peut mettre en forme automatiquement les références.
- Insérer une infobox (cadre d'informations à droite) n'est pas obligatoire pour parachever la mise en page.

Pour une aide détaillée, merci de consulter Aide:Wikification.
Si vous pensez que ces points ont été résolus, vous pouvez retirer ce bandeau et améliorer la mise en forme d'un autre article.

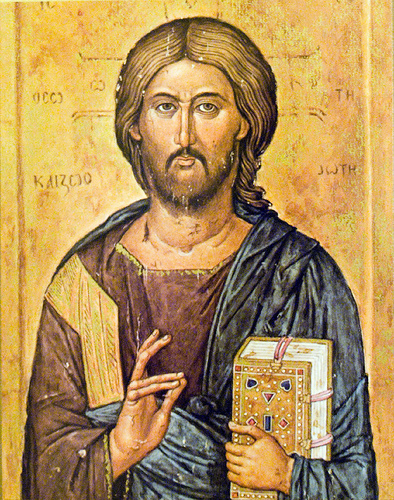
Kyrious (Jésus-Christ)

Kyrios (en grec ancien : κύριος, seigneur) est un des titres fréquemment donnés à Jésus. À l’époque de Jésus le titre « Seigneur » est un simple vocatif utilisé pour s'adresser à toute personne que l'on considère comme supérieure. 

## Dans la traduction grecque de l'Ancien-Testament
Ce terme apparaît dans la version grecque des Septante de l'Ancien Testament dont on peut avoir la teneur grâce à la version critique Septuaginta. Il est utilisé par les Septante pour parler de Dieu ou s'adresser à lui, sans prononcer le tétragramme imprononçable dans l'original hébraïque (Deutéronome 6, 4). Kyrios n'est donc pas une traduction de YHWH, mais un détour de langage qui le rend manifeste sans le violer. Kyrios est souvent associé dans les Septante à Theos, selon la formule Kyrios o Theos qui apparaît dès Genèse 2, 15 et réapparaîtra très souvent, en particulier dans la grande prière du Schema Israël (Deutéronome 6, 4-9).

## Dans les Évangiles pour parler de Dieu
Kyrios est aussi utilisé dans le Nouveau Testament comme l'équivalent grec du terme Adonai qui est un des noms utilisés dans le judaïsme pour désigner le saint nom de Dieu dans l'Ancien Testament. D'abord, associé à Theos, comme dans Matthieu 4, 10 citant Deutéronome, dans Matthieu 22, 37 citant Deutéronome 6, 5, ou encore dans Matthieu 21, 42 citant le Psaume 118, 23. C'est ainsi, également, que Kyrios o theos est nommé dans l'Evangile de Luc en 1, 6; 1, 32 et 1, 68, et qu'il est souvent question de l'ange du Seigneur en Luc 1, 45; 2, 23 et 2, 26. 

## Dans les Évangiles en lien avec Jésus
Kyrios y désigne aussi parfois Jésus. Jésus s'attribue lui-même de façon voilée ce titre lorsqu'il discute de façon voilée avec les pharisiens sur le sens du premier verset du psaume 110 " Le Seigneur a dit à mon Seigneur, siège à ma droite." Souvent, dans les Evangiles, des personnes s'adressent à Jésus en l'appelant Kyrie, Seigneur. Ce titre est un témoignage de respect et de confiance de la part de ceux qui attendent de Jésus secours et guérison et il exprime à des degrés divers le mystère divin de Jésus, allant de la déférence à l'adoration de Jésus par l'apôtre Thomas qui lui dit après la résurrection : "Mon Seigneur et mon Dieu" O kurios mou kai o theos mou (Jean 20, 28).
Bref, si le fait que Jésus soit qualifié par ailleurs de Christ ne lui donne pas ipso facto un caractère divin, par contre le fait qu'il soit désigné comme Kyrios est un argument en faveur de la divinité du Christ confessée dès les premiers temps par une partie des chrétiens. 

## Dans les Épîtres de Paul
Le Dictionnaire Jésus précise que Paul applique à Jésus le titre Seigneur dans un sens fort dans des contextes liturgiques : " Si de ta bouche, tu confesses que Jésus est Seigneur et si, dans ton cœur, tu crois que Dieu l'a ressuscité des morts, tu seras sauvé " (Romains 19, 9); et dans l'hymne des Philippiens : "Jésus Christ est le Seigneur à la gloire du Père " (Philippiens 2, 11). 
On rencontre chez Paul six reprises d'expressions vétérotestamentaires où la référence au Seigneur désigne directement la Seigneurie de Jésus :
1. . « Si tu confesses que Jésus est Seigneur (…) tu seras sauvé (…) en effet quiconque invoquera le nom du Seigneur sera sauvé. » (Romains 10, 9-13, citant Joël 3, 5).
2. . « Afin qu'au nom de Jésus tout genou fléchisse (…) et que toute langue confesse que Jésus-Christ est Seigneur » (Philippiens 2, 10-11); cf. « Devant moi tout genou fléchira et toute langue confessera Dieu » (Isaïe 45, 23). Et « Aussi vrai que je vis, dit le Seigneur, tout genou fléchira devant moi et toute langue rendra gloire à Dieu » (Romains 14, 11, citant Isaïe 45, 23).
3. . « C'est par Lui que vous êtes dans le Christ Jésus qui est devenu pour nous sagesse venant de Dieu, justice, sanctification et délivrance, afin que comme dit l'Ecriture que celui qui se glorifie se glorifie dans le Seigneur » (I corinthiens 1, 30-31 citant Jérémie 9, 23).
4. . « Qui a connu la pensée du Seigneur ? Or nous avons la pensée du Christ » (I Corinthiens 2, 16 citant Isaïe 40, 13).
5. . « Vous ne pouvez boire à la coupe du Seigneur et à la coupe des démons (…) La terre et tout ce qu'elle contient appartiennent au Seigneur » (I Corinthiens 10, 21-26 citant Psaume 23, 49).
6. . « Le solide fondement posé par Dieu demeure. Il a pour sceau cette parole : Le Seigneur connaît les siens, et encore : qu'il s'éloigne de l'iniquité quiconque invoque le nom du Seigneur » (II Timothée combinant Nombres 16, 5-26 et Isaïe 26, 13)[9].

Très fréquent dans le Nouveau Testament (740 fois), ce titre christologique reste l'objet de nombreuses discussions et études parmi les exégètes et théologiens modernes.
Paul a tiré parti du fait que le nom de Dieu est double, Seigneur et Dieu dans les Septante, comme par exemple dans le Schema Israël : « Écoute Israël, le Seigneur notre Dieu est le seul » (Deutéronome 6, 4) pour attribuer le titre de Dieu au Père et celui de Seigneur au Fils : « il y a un seul Dieu, le Père, de qui tout tient l'existence, et nous pour lui, et un seul Seigneur, Jésus Christ, par qui tout existe et nous par lui » (I Corinthiens 8, 6). Dans cette manière de présenter le Père et le Fils, il affirme la divinité de Jésus en l'incluant dans l'identité divine créatrice.

### Usage du terme Seigneur dans le catholicisme
La prière catholique est marquée par le titre Seigneur hérité de Krystos, comme par exemple dans « Viens Seigneur Jésus » (Apocalypse 22, 20) ou Maranatha (Viens Seigneur, I Corinthiens 16, 22). Il est présent dans les invitations à la prière liturgique catholique « Que le Seigneur soit avec vous » ou dans les conclusions de cette même prière prière « Par Jésus-Christ notre Seigneur ». On peut également citer la prière en grec toujours actuelle du Kyrie eleison, où deux Kyrie encadrent un Kriste eleison. On pourrait également citer les prières adressées par le prêtre à Dieu commençant souvent par une réminiscence du Kurios Theos de l'Ancien Testament : « Accordez-nous Seigneur notre Dieu… ».